# Jens Peter Andersen
Jens Peter Andersen (født 11. juni 1870 i Nyborg, død 22. august 1956) var en dansk redaktør og politiker. Han var medlem af Folketinget for Socialdemokratiet fra 1918 til april 1920 og fra september 1920 til 1939.

## Opvækst, uddannelse og erhverv
Andersen blev født i 1870 i Nyborg. Hans forældre var gartner Valdemar Simonsen Andersen og Ane Dorothea Nielsen. Som barn gik han på kommuneskolen i Nyborg om formiddagen og arbejdede på en tobaksfabrik om eftermiddagen. Han kom efter skolen i lære som typograf som 13-årig. Han arbejdede i faget fra 1889 og rejste også i Norge, Tyskland, Østrig og Ungarn. Han boede i Horsens i en periode, før han i 1903 blev lokalredaktør på Holstebro Social-Demokrat og flyttede til Holstebro. På grund af sygdom flyttede han i 1907 til Svendborg, hvor han var redaktør på Sydfyns Social-Demokrat fra 1907 til 1942. Han flyttede til København efter at være stoppet som redaktør i 1942.

## Politisk karriere
Jens Peter Andersen tilsluttede Socialdemokratiet i sin læretid. Da han senere boede i Horsens blev han af partiet udpeget til Ligningskommissionen. I sin tid i Holstebro blev han medlem af Holstebro byråd, og han var igen byrådsmedlem i Svendborg fra 1913 til 1933.
Andersen var kandidat ved folketingsvalgene fra 1903. Han stillede op i Holstebrokredsen i 1903 og 1906, og i Svendborgkredsen i 1909, 1910 og 1913, men uden at blive valgt. Han blev valgt til Folketinget første i 1918, men opnåede ikke genvalg ved valgene i april og juni 1920. Han vendte tilbage til Folketinget ved valget 21. september 1920 og sad derefter uafbrudt i Folketinget til han trak sig tilbage ved valget i 1939.
Han havde en række tillidsposter, blandt andet næstformand i Landsforeningen Dansk Arbejde, formand for Socialdemokraisk Presseforening og medlem af Radiorådet.

## Privatliv
Han blev gift i 1897 med syerske Johanne Margrethe Christine Marie Schaltz (1876-1949). De fik 8 børn, hvoraf politikeren Nina Andersen (født 1900 i Horsens) var den næstældste.